# Farschweiler
Ne doit pas être confondu avec Farschviller.
Farschweiler (localement Foaschweila [fɔɐʃvaɪ̯lɐ]) est une municipalité de la Verbandsgemeinde Ruwer, dans l'arrondissement de Trèves-Sarrebourg, en Rhénanie-Palatinat, dans l'ouest de l'Allemagne.